# Archives of Acoustics
Archives of Acoustics is een internationaal, aan collegiale toetsing onderworpen wetenschappelijk tijdschrift op het gebied van de akoestiek.
De naam wordt in literatuurverwijzingen meestal afgekort tot Arch. Acoust. Q.
Het wordt uitgegeven door Polish Scientific Publishers namens de Poolse Academie van Wetenschappen.